# Георги Оровчанец
Георги Оровчанец (на македонска литературна норма: Ѓорѓи Оровчанец) е политик от Северна Македония.

## Биография
Роден е на 10 септември 1951 година в град Прилеп. Министър на здравеопазването между 2001 и 2002 година. Народен представител от 2002 до 2008 година. Там е в комисиите по външни работи и здравеопазване. През 2006 година е избран като депутат от ВМРО-НП, но през март 2007 година напуска партията и основава Нова алтернатива.